# ジェームズ・ストップフォード (初代コータウン伯爵)
初代コータウン伯爵ジェームズ・ストップフォード（英語: James Stopford, 1st Earl of Courtown、1699年 – 1770年1月12日）は、アイルランド王国の政治家、貴族。1721年から1758年までアイルランド庶民院議員を務めた。

## 生涯
ジェームズ・ストップフォード（1668年 – 1721年7月9日）とフランシス・ジョーンズ（Frances Jones、ロジャー・ジョーンズの娘）の息子として、1699年に生まれた。
1721年から1727年までウェックスフォード・カウンティ選挙区の、1727年から1758年までウェックスフォード県フェザード選挙区の代表としてアイルランド庶民院議員を務め、1756年にウェックスフォード県長官を務めた。その後、1758年9月19日にアイルランド貴族であるウェックスフォード県におけるコータウン男爵に叙され、10月31日にアイルランド貴族院議員に就任した。1762年4月12日に同じくアイルランド貴族であるウェックスフォード県におけるストップフォード子爵とコータウン伯爵に叙された。
1770年1月12日にウェックスフォード県の自領で死去、息子ジェームズが爵位を継承した。

## 家族
1727年2月24日、エリザベス・スミス（Elizabeth Smith、1705年2月 – 1788年9月8日 ダブリン、エドワード・スミスの娘）と結婚、3男1女をもうけた。
- ジェームズ（1731年 – 1810年） - 第2代コータウン伯爵[3]
- エドワード（1732年 – 1794年10月22日） - 1783年10月、レティシア・ブラッカー（Letitia Blacker、1841年2月15日没、ウィリアム・ブラッカーの娘）と結婚、子供あり[3]
- トマス（英語版）（1805年没） - 聖職者
- アン（1808年3月没） - 1758年5月28日、ウォルター・ホア（Walter Hore、1795年2月27日没、ウィリアム・ホアの息子）と結婚、子供あり[3]